# دانشنامه گره‌های اشلی

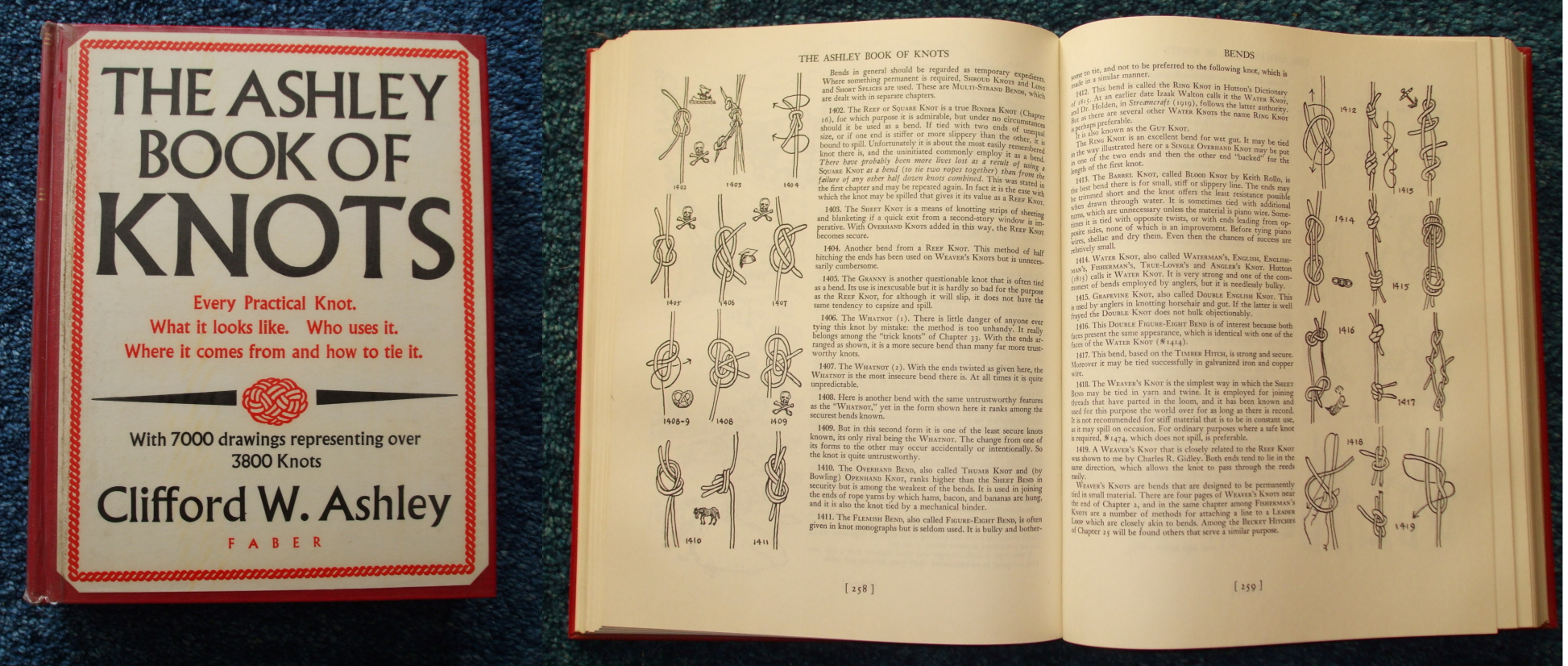
کتاب دانشنامه گره‌های اشلی (باز چاپ در سال‌های ۱۹۶۳ و ۱۹۷۹)

دانشنامه گره‌های اشلی کتابی است در مورد انواع مختلف گره‌ها، نحوه ایجاد و کاربرد آنها. این کتاب نخست در سال ۱۹۴۴ (میلادی) توسط کلیفورد وارن اشلی نوشته و چاپ گردید.